# Митреси, Илона
Илона Митреси́ (фр. Ilona Mitrecey, иногда просто Илона, род. 1 сентября 1993, мун. Фонтене-о-Роз, деп. О-де-Сен, рег. Иль-де-Франс) — французская певица.

## Биография
Родилась в семье певца и композитора Даниеля Митреси и сотрудницы издательства Сильвии Готье. Дядя Илоны, Жан-Пьер Митреси — один из создателей известной передачи «Форт Боярд».
В детстве Илону приглашали петь в рекламе. В 2005 году она выпустила свой первый сингл «Un monde parfait» («Совершенный мир») — песенку в стиле техно с «детскими» словами о волшебной стране, где живут добрые звери. В течение 15 недель песня была № 1 во французском хит-параде; было продано более полутора миллионов копий диска (12 место по продажам среди синглов во Франции во все времена). «Совершенный мир» стал самой прибыльной песней 2006 года. Успеху песни способствовал мультипликационный клип. В 2005 году Илона выпустила альбом Un monde parfait, в который вошли другие песни, до этого выпущенные в виде синглов: Dans ma fusée, Noël, que du bonheur, Allô, Allô. Сестра певицы Майли и брат Нильс участвовали в записи некоторых песен. Второй альбом — Laissez-nous respirer — пользовался значительно меньшим успехом. С 2007 года Илона фактически прекратила сценическую деятельность. В письме к одному из фанатов в июне 2009 года певица сообщила, что хочет посвятить себя учёбе и в данный момент не знает, вернётся ли когда-либо на сцену.
В 2018 году возобновила певческую деятельность, была приобретена права из старого состава и на имя Илона. В 2021 году был выпущен альбом Magical World.

## Дискография

### Альбомы
- Un monde parfait
- Laissez-nous respirer
- Magical World

### Синглы
- «Un monde parfait»
- «C'est les vacances»
- «Dans ma fusée»
- «Noël, que du bonheur»
- «Allô, Allô»
- «Laissez-nous respirer»
- «Chiquitas»
- «Magical World»
- «Trotti Riders»